# Associazione Calcio Lanerossi Vicenza 1965-1966
Questa voce raccoglie le informazioni riguardanti l'Associazione Calcio Lanerossi Vicenza nelle competizioni ufficiali della stagione 1965-1966.

## Stagione
Nella stagione 1965-1966 il Vicenza disputa il campionato di Serie A con 40 punti ottiene il sesto posto. Lo scudetto è stato vinto dall'Inter con 50 punti davanti al Bologna con 46 punti, terzo il Napoli con 45 punti. Retrocedono in Serie B la Sampdoria con 27 punti, il Catania con 22 punti ed il Varese con 18 punti.
Dopo tanti anni di soddisfazioni Manlio Scopigno lascia il Vicenza per il Bologna. La squadra berica viene affidata a Aldo Campatelli e disputa un campionato stupendo, concluso ancora al sesto posto, a soli 10 punti dall'Inter campione d'Italia. L'attaccante Luís Vinício disputa la miglior stagione della sua carriera, segna 25 reti in campionato e vince la classifica dei marcatori della Serie A, ne realizza 3 anche in Coppa Italia. Il Menti rimane terreno imbattuto con 9 vittorie e 8 pareggi. In Coppa Italia il Vicenza raggiunge i quarti di finale perdendo (1-2) in casa con l'Inter. In precedenza aveva battuto il Padova per (2-0), il Modena col medesimo punteggio sempre al Menti. Nel terzo turno venne sconfitta dal Varese (5-4) dopo i tiri di rigore, dopo che l'incontro si era concluso (2-2) ai tempi supplementari, ma la gara venne annullata per errore regolamentare: furono effettuati 5 tiri per parte anziché i 6 previsti. Nella ripetizione della partita passarono ai quarti di finale i vicentini vincendo (0-1). Da segnalare, purtroppo, anche un grave infortunio che obbliga la leggenda vicentina, il trentaseienne Giulio Savoini al ritiro a stagione in corso, dopo aver vestito la casacca biancorossa per 317 partite.

## Rosa
| N. |                    | Ruolo | Calciatore         |
| -- | ------------------ | ----- | ------------------ |
|    | Italia (bandiera)  | P     | Adriano Reginato   |
|    | Italia (bandiera)  | P     | Franco Luison      |
|    | Italia (bandiera)  | C     | Sandro Tiberi      |
|    | Italia (bandiera)  | D     | Gianfranco Volpato |
|    | Italia (bandiera)  | D     | Giulio Savoini     |
|    | Italia (bandiera)  | D     | Sergio Carantini   |
|    | Italia (bandiera)  | C     | Sergio Pini        |
|    | Brasile (bandiera) | A     | Luís Vinício       |
|    | Uruguay (bandiera) | C     | Ettore Demarco     |
|    | Italia (bandiera)  | C     | Luigi Menti        |
|    | Italia (bandiera)  | A     | Giordano Colausig  |
|    | Italia (bandiera)  | A     | Mario Maraschi     |
|    | Italia (bandiera)  | C     | Domenico Fontana   |

| N. |                   | Ruolo | Calciatore           |
| -- | ----------------- | ----- | -------------------- |
|    | Italia (bandiera) | D     | Giobatta Zoppelletto |
|    | Italia (bandiera) | C     | Achille Fraschini    |
|    | Italia (bandiera) | D     | Marino Rossetti      |
|    | Italia (bandiera) | D     | Mario Zanon          |
|    | Italia (bandiera) | C     | Roberto Scichilone   |
|    | Italia (bandiera) | C     | Ivan Romanzini       |
|    | Italia (bandiera) | C     | Sidio Corradi        |
|    | Italia (bandiera) | C     | Cesare Poli          |
|    | Italia (bandiera) | A     | Sergio Campana       |
|    | Italia (bandiera) | C     | Valerio Bertini      |
|    | Italia (bandiera) | C     | Giorgio De Marchi    |
|    | Italia (bandiera) | A     | Giuseppe Bianco      |

## Risultati

### Serie A

#### Girone di andata
| Arbitro: | Roversi (Bologna) |

|                    |           |              |
| Vinicio 50’ (rig.) | Marcatori | 18’ Da Silva |

| Arbitro: | Bernardis (Trieste) |

|              |           |                |
| Maraschi 25’ | Marcatori | 15’ S. Mazzola |

| Arbitro: | Pieroni (Roma) |

|             |           |                                      |
| Fanello 83’ | Marcatori | 16’ Vinicio 88’ Colausig 90’ Savoini |

| Arbitro: | Sbardella (Roma) |

|                                          |           |                    |
| Menti 9’ Vinicio 38’ (rig.) Maraschi 82’ | Marcatori | 64’ (rig.) Bagnoli |

| Arbitro: | Carminati (Milano) |

|                                                       |           |                    |
| Leonardi 4’ Leoncini 11’ Salvadore 86’ Menichelli 88’ | Marcatori | 22’ (aut.) A. Gori |

| Arbitro: | Genel (Trieste) |

|                              |           |  |
| Rogora 9’ (aut.) Vinicio 46’ | Marcatori |  |

| Arbitro: | Marengo (Chiavari) |

|                        |           |              |
| D'Amato 3’ Gasperi 41’ | Marcatori | 73’ Maraschi |

| Arbitro: | Gonella (Torino) |

|  |           |                  |
|  | Marcatori | 46’, 84’ Vinicio |

| Arbitro: | Righetti (Torino) |

|                |           |            |
| D. Fontana 15’ | Marcatori | 61’ Danova |

| Arbitro: | Motta (Monza) |

|                       |           |                |
| Demarco 75’ Menti 81’ | Marcatori | 71’ Frustalupi |

| Arbitro: | Pieroni (Roma) |

|                                                   |           |                  |
| Tiberi 8’ (aut.) Sivori 41’ Altafini 49’ Cané 71’ | Marcatori | 63’, 75’ Vinicio |

| Arbitro: | Genel (Trieste) |

|           |           |  |
| Brulls 9’ | Marcatori |  |

| Vicenza 19 dicembre 1965 13ª giornata | Lanerossi Vicenza  | 0 – 0 | Foggia & Incedit | Stadio Romeo Menti\| Arbitro: \| Campanati (Milano) \| |
| Arbitro:                              | Campanati (Milano) |       |                  |                                                        |

| Arbitro: | De Robbio (Torre Annunziata) |

|                                |           |  |
| Cappellaro 4’, 53’ L. Riva 22’ | Marcatori |  |

| Vicenza 2 gennaio 1966 15ª giornata | Lanerossi Vicenza | 0 – 0 | Torino | Stadio Romeo Menti\| Arbitro: \| Varazzani (Parma) \| |
| Arbitro:                            | Varazzani (Parma) |       |        |                                                       |

| Arbitro: | Vitullo (Roma) |

|             |           |             |
| Sormani 79’ | Marcatori | 59’ Vinicio |

| Arbitro: | Lo Bello (Siracusa) |

|            |           |             |
| Tiberi 38’ | Marcatori | 83’ Nielsen |

#### Girone di ritorno
| Arbitro: | De Robbio (Torre Annunziata) |

|              |           |  |
| Da Silva 48’ | Marcatori |  |

| Arbitro: | Pieroni (Roma) |

|                                  |           |                         |
| Demarco 7’ (aut.) Peirò 74’, 75’ | Marcatori | 3’ Maraschi 40’ Vinicio |

| Arbitro: | Roversi (Bologna) |

|             |           |  |
| Vinicio 45’ | Marcatori |  |

| Ferrara 13 febbraio 1966 21ª giornata | SPAL          | 0 – 0 | Lanerossi Vicenza | Stadio Comunale\| Arbitro: \| Motta (Monza) \| |
| Arbitro:                              | Motta (Monza) |       |                   |                                                |

| Arbitro: | Genel (Trieste) |

|                  |           |                        |
| Vinicio 11’, 63’ | Marcatori | 10’, 34’ S. Bercellino |

| Arbitro: | De Marchi (Pordenone) |

|             |           |             |
| Brugnera 3’ | Marcatori | 48’ Vinicio |

| Arbitro: | Campanati (Milano) |

|                    |           |  |
| Vinicio 79’ (rig.) | Marcatori |  |

| Arbitro: | Piantoni (Terni) |

|             |           |  |
| Vinicio 76’ | Marcatori |  |

| Arbitro: | D'Agostini (Roma) |

|         |           |             |
| Nova 2’ | Marcatori | 13’ Demarco |

| Genova 3 aprile 1966 27ª giornata | Sampdoria          | 0 – 0 | Lanerossi Vicenza | Stadio Luigi Ferraris\| Arbitro: \| Carminati (Milano) \| |
| Arbitro:                          | Carminati (Milano) |       |                   |                                                           |

| Arbitro: | Monti (Ancona) |

|                        |           |  |
| Vinicio 6’ Demarco 53’ | Marcatori |  |

| Arbitro: | Marengo (Chiavari) |

|                                                  |           |              |
| Vinicio 63’ Maraschi 67’ Tiberi 78’ Colausig 80’ | Marcatori | 66’ De Paoli |

| Foggia 24 aprile 1966 30ª giornata | Foggia & Incedit | 0 – 0 | Lanerossi Vicenza | Stadio Pino Zaccheria\| Arbitro: \| Sbardella (Roma) \| |
| Arbitro:                           | Sbardella (Roma) |       |                   |                                                         |

| Arbitro: | Gussoni (Tradate) |

|             |           |             |
| Vinicio 74’ | Marcatori | 17’ L. Riva |

| Arbitro: | D'Agostini (Roma) |

|            |           |                              |
| Schutz 66’ | Marcatori | 18’, 37’ Vinicio 68’ Campana |

| Arbitro: | Palazzo (Palermo) |

|             |           |  |
| Vinicio 66’ | Marcatori |  |

| Arbitro: | Politano (Cuneo) |

|            |           |                                     |
| Perani 21’ | Marcatori | 37’ (rig.), 49’, 60’ (rig.) Vinicio |

### Coppa Italia
| Arbitro: | Pieroni (Roma) |

|                   |           |  |
| Maraschi 18’, 35’ | Marcatori |  |

| Arbitro: | Gussoni (Tradate) |

|                                |           |  |
| Vinicio 31’ (rig.) Demarco 69’ | Marcatori |  |

| Arbitro: | Roversi (Bologna) |

|                       |                      |                          |
| Strada 44’ Ossola 76’ | Marcatori            | 56’ Vinicio 60’ Rossetti |
|                       | Tiri di rigore 5 – 4 |                          |

| Arbitro: | De Marchi (Pordenone) |

|  |           |              |
|  | Marcatori | 104’ Vinicio |

| Arbitro: | Pieroni (Roma) |

|             |           |                            |
| Corradi 19’ | Marcatori | 42’ S. Gori 78’ Domenghini |

## Statistiche

### Statistiche di squadra
| Competizione | Punti | In casa | In casa | In casa | In casa | In casa | In casa | In trasferta | In trasferta | In trasferta | In trasferta | In trasferta | In trasferta | Totale | Totale | Totale | Totale | Totale | Totale | DR  |
| Competizione | Punti | G       | V       | N       | P       | Gf      | Gs      | G            | V            | N            | P            | Gf           | Gs           | G      | V      | N      | P      | Gf     | Gs     | DR  |
| ------------ | ----- | ------- | ------- | ------- | ------- | ------- | ------- | ------------ | ------------ | ------------ | ------------ | ------------ | ------------ | ------ | ------ | ------ | ------ | ------ | ------ | --- |
| Serie A      | 40    | 17      | 9       | 8       | 0       | 24      | 10      | 17           | 4            | 6            | 7            | 20           | 24           | 34     | 13     | 14     | 7      | 44     | 34     | +10 |
| Coppa Italia |       | 3       | 2       | 0       | 1       | 5       | 2       | 1            | 1            | 0            | 0            | 1            | 0            | 4      | 3      | 0      | 1      | 6      | 2      | +4  |
| Totale       |       | 20      | 11      | 8       | 1       | 29      | 12      | 18           | 5            | 6            | 7            | 21           | 24           | 38     | 16     | 14     | 8      | 50     | 36     | +14 |

### Statistiche dei giocatori
| Giocatore      | Serie A  | Serie A | Coppa Italia | Coppa Italia | Totale   | Totale |
| Giocatore      | Presenze | Reti    | Presenze     | Reti         | Presenze | Reti   |
| -------------- | -------- | ------- | ------------ | ------------ | -------- | ------ |
| A. Reginato    | 20       | -27     | ?            | ?            | 20+      | -27+   |
| F. Luison      | 14       | -7      | ?            | ?            | 14+      | -7+    |
| S. Tiberi      | 31       | 2       | ?            | ?            | 31+      | 2+     |
| G. Volpato     | 29       | 0       | ?            | ?            | 29+      | 0+     |
| G. Savoini     | 13       | 1       | ?            | ?            | 13+      | 1+     |
| S. Carantini   | 26       | 0       | ?            | ?            | 26+      | 0+     |
| S. Pini        | 13       | 0       | ?            | ?            | 13+      | 0+     |
| L. Vinício     | 34       | 25      | ?            | ?            | 34+      | 25+    |
| E. Demarco     | 31       | 3       | ?            | ?            | 31+      | 3+     |
| L. Menti       | 26       | 2       | ?            | ?            | 26+      | 2+     |
| G. Colausig    | 29       | 2       | ?            | ?            | 29+      | 2+     |
| M. Maraschi    | 28       | 5       | ?            | ?            | 28+      | 5+     |
| D. Fontana     | 14       | 1       | ?            | ?            | 14+      | 1+     |
| G. Zoppelletto | 8        | 0       | ?            | ?            | 8+       | 0+     |
| A. Fraschini   | 5        | 0       | ?            | ?            | 5+       | 0+     |
| M. Rossetti    | 21       | 0       | ?            | ?            | 21+      | 0+     |
| M. Zanon       | 4        | 0       | ?            | ?            | 4+       | 0+     |
| R. Scichilone  | 1        | 0       | ?            | ?            | 1+       | 0+     |
| I. Romanzini   | 1        | 0       | ?            | ?            | 1+       | 0+     |
| S. Corradi     | 1        | 0       | ?            | ?            | 1+       | 0+     |
| C. Poli        | 14       | 0       | ?            | ?            | 14+      | 0+     |
| S. Campana     | 8        | 1       | ?            | ?            | 8+       | 1+     |
| V. Bertini     | 1        | 0       | ?            | ?            | 1+       | 0+     |
| G. De Marchi   | 1        | 0       | ?            | ?            | 1+       | 0+     |
| G. Bianco      | 1        | 0       | ?            | ?            | 1+       | 0+     |